# Cnaeus Cornelius Lentulus Clodianus
Pour les articles homonymes, voir Cornelius Lentulus.
Cnaeus Cornelius Lentulus Clodianus né vers 114 av. J.-C., est l'un des généraux consulaires qui mènent les légions romaines contre les armées d'esclaves de Spartacus dans la Troisième Guerre servile.
Les légions de Lentulus, venant du nord, devaient prendre en tenaille les forces de Spartacus, avec les armées de Lucius Gellius Publicola, venant du sud, espérant attraper les rebelles entre les deux armées. L'armée d'esclaves de Spartacus a détruit les légions de Lentulus dans les Apennins (près de Pistoia), dans une vallée appelée Lentula. Puis a battu les légions approchantes de Gellius.
Peu après, le Sénat romain retire leurs commandements à Gellius et Lentulus, le commandement de la guerre étant confié à Marcus Licinius Crassus.